# Литературная инквизиция
Литературная инквизиция (кит. 文字獄 wénzìyù, «заточение за написанное», или речепреступление, 以言入罪) — официальное преследование интеллигенции за её труды в Китайской империи. Вэньцзыюй присутствовала при каждой правящей китайской династии, хотя особенно широко практиковалась в империи Цин. Такие преследования могли вестись даже за одну фразу или слово, которое правитель счёл оскорбительным. Некоторые из них велись за табу на имена. В серьёзных случаях, не только написавший, но и его ближайшая и расширенная семья могли быть убиты.

## История

### Период до империи Мин
Практика литературной инквизиции задокументирована со времён империи Цинь, и существовала во всех государствах в истории Китая. Неизвестно, насколько часты были случаи преследования. Поэт Су Ши империи Сун был заключён императором в тюрьме на несколько месяцев из-за своих поэм. В романе «Речные заводи», действие которого происходит в пору империи Сун, главный герой Сун Цзян первоначально был мелким чиновником, который стал во главе шайки разбойников после того, как был приговорён к смертной казни за стихотворение, которое написал в нетрезвом состоянии.

### Период империи Мин
Записи о литературной инквизиции империи Мин показывают, что наиболее тяжёлым было начало. До того, как стать первым императором Мин, Чжу Юаньчжан был неграмотным и нищим. Основав империю, он окружил себя учёными, к которым относился с уважением, пока учился читать и изучал историю. Он разослал приглашения учёным присутствовать у него, и многие согласились, но многие и отказались, боясь последствий в случае совершения ошибки. Бывало, что учившийся читать император наказывал того, кто написал что-то, чего он не понял.

### Период империи Цин
Наиболее полно известно использование литературной инквизиции правителями империи Цин. Правящая элита Цин была маньчжурского происхождения и с повышенной чувствительностью относилась к отношению к ней в обществе. Писатели и чиновники традиционно занимали позицию признания различий между китайцами и маньчжурами, считавшимися варварским народом. Когда маньчжуры получили власть, писатели перешли к завуалированной сатире. По мнению Гу Миндуна, современного специалиста в области литературного наследия Старого Китая, Цин стали почти параноидальны в отношении иероглифов, связанных с Мин и Цин. Одно из дел инквизиции, «Дело Истории империи Мин» (кит. 明 史 案) в 1661-62 годах при правлении регентов (император Канси взошел на престол лишь в 1669 году), насчитывало около 70 казнённых и ещё большее количество сосланных.
Во времена Цин литературная инквизиция началась с единичных случаев при императорах Шуньчжи и Канси, а затем стала обычным делом. Во время правления императора Цяньлуна известно 53 случая преследований. Распорядившись о создании «полного» собрания сочинений, существовавших в китайской истории (см. Сыку цюаньшу), между 1772 и 1793 годами он пытался отсеять «злые» книги, эссе, поэмы и пьесы. К таковым прежде всего принадлежали работы сторонников Мин, писавших, как он считал, подрывную, антицинскую историю маньчжурского завоевания. Масштабы разрушений этого «литературного холокоста» неясны из-за пробелов в имперском архиве, но, предположительно, было утрачено около 3000 работ. По оценкам, инквизиция уничтожила в этот период 151 723 тома. Среди работ, попадавших под это очищение, попадали работы, проявлявшие неуважение к Цин или некитайским династиям, которые можно было рассматривать как аналог Цин. С 1780 года уничтожались «вульгарные» работы, а также те, что содержали антиманьчжурский материал вообще. Писатели, критиковавшие маньчжурскую династию, могли лишиться всех работ, независимо от их содержания. Инквизиция часто использовалась исходя из местных амбиций и соперничества, что не имело ничего общего с интересами самого правителя. Порождалась межклассовая и межгрупповая война; например, против учёных могли предъявлять обвинения простолюдины.